# S&W M34
S&W M34（英: Smith&Wesson Model.34）は、アメリカのスミス&ウェッソン社が開発した回転式拳銃である。キットガン（Kit Gun）と呼ばれる事もあるが、これは本銃の愛称であると同時に、ゲームハンティングや自己防衛、害獣駆除用の多用途.22口径リボルバーを表す呼び名でもある。

## 概要
元々、スミス&ウェッソン社は、当時の自社製リボルバーフレームのサイズ規格としては最小サイズの一つだったIフレーム（現在は廃止）の.22/32口径6連発リボルバーを1911年に発売していた。この最も初期のモデルは、プリウォー（Pre-War：戦前）モデルと呼ばれる事がある。
そして、本銃は1953年に改善が行われ、キットガンモデルとして更新された。更に1957年に同社の製品にはモデルナンバー制が導入され、再設計も行われ、Jフレームモデルも追加されたM34となる。しかし、1960年代初頭にIフレームモデルは全て廃止され、それよりもやや大きいJフレームモデルへと切り替わった。

## 特徴
元々、かなり小型なIフレームで設計されていた事もあり、それよりやや大きなJフレームモデルは全体的にかなり余裕のある堅実な構造となっている。銃身長は2インチ、もしくは4インチで、テーパードバレルとなっている。サイトはフロントサイトがM36等と比較して背の高いランプタイプ、リアサイトが上下左右微調整の可能なアジャスタブルタイプである。小型なハンマーは前側に突起があるが、これはプライマーを直接打撃するハンマーノーズではなく、ハンマーの不用意な前進を妨げるハンマーブロックとの接点であり、プライマーを打撃するのはフレーム側に設けられたファイアリングピンである。

### バリエーション

#### M34
スチール製フレームの標準モデル。1991年まで製造が続けられた。

#### M43 エアウェイト
軽量なアルミ合金製フレームモデル。1974年に製造中止となった。

#### M51
使用弾薬をより強力な.22WMR弾に変更したモデル。1974年にM43と同様に製造中止となる。

#### M63
1977年に発売されたステンレス製フレームモデル。当初は装弾数は6発だったが、1997年に8発仕様に変更された。

#### M317 エアライト・キットガン
1997年に導入された装弾数8発のコンシールドキャリー用モデル。シルバーカラーの軽量なアルミニウム合金製フレームモデルだが、3インチバレルには強度を担うステンレス製のインナーバレルを備えられており、フロントサイトも視認性の高いHI-VIZ ファイバーオプティック（グリーン）サイトとなっている。他にも.38スペシャル弾を使用するM337 エアライト・キットガン、.44スペシャル弾を使用するM396 エアライト・マウンテンライト・キットガンがある。